# Tetrica tumidifrons
Tetrica tumidifrons är en insektsart som beskrevs av Jacobi 1928. Tetrica tumidifrons ingår i släktet Tetrica och familjen sköldstritar. Inga underarter finns listade i Catalogue of Life.